# Plaid Cymru
Plaid Cymru [plaɪd ˈkəmri] (česky Velšská strana) je politická strana působící ve Velké Británii v knížectví Walesu.
Založena byla v roce 1925, ale po dlouhou dobu se jednalo o málo významnou skupinu. Poprvé její člen, předseda strany Gwynfor Evans, získal volenou funkci v doplňovacích volbách roce 1966.
Současným vůdcem strany je Rhun ap Iorwerth. Mezi programové cíle strany patří nezávislost či výrazná autonomie Walesu. Její další politické názory jsou středo-levicové. Plaid Cymru je v současnosti zastoupena třemi poslanci v Parlamentu Spojeného království, jedním členem ve Sněmovně lordů, 10 z 60 poslanců ve Velšském národním shromáždění a má řadu svých zástupců v místní samosprávě.